# TeleBahía
TeleBahía fue uno de los más importantes canales de televisión regionales de Cantabria (España).
Esta comunidad autónoma nunca dispuso de un canal de televisión autonómico, pero son múltiples las televisiones que emiten en diferentes localidades. Sin embargo, algunas emisoras operan casi como si fuesen autonómicas debido a la amplia cobertura en la comunidad autónoma y la disponibilidad de medios. Es entre estas televisiones donde se enmarcaba TeleBahía.
Tras varios años acumulando deudas, se convoca en el año 2016 un concurso de acreedores y se ve abocada al cierre en septiembre de este mismo año y con ello también al fin de las emisiones.

## Programación
Se puede decir que toda su programación era propia, ya que TeleBahía producía en sus estudios del Zoco Gran Santander todos sus programas. Además de su programación, también se dedica a la producción de publicidad.
Algunos de los programas más conocidos de la cadena son:
- Sin Acritud: programa que se emitía una vez a la semana. Invita al plató a los personajes de la actualidad para mantener una entrevista con ellos. Por el programa han pasado numerosos políticos, deportistas, artistas... conocidos a nivel regional, nacional e internacional.

- Parlamento: emitido una vez a la semana, se suma a la retransmisión que la cadena hacía de todos los plenos celebrados en el Parlamento de Cantabria. En este programa se hacía una recopilación de toda la actualidad de la Cámara legislativa regional: plenos, comisiones, actos institucionales, etc. También se entrevistaba a un diputado cada semana, en la sección ¿Quién es quién? Sus Señorías.

- El Foro: invitaba una vez a la semana a varios contertulios, personajes de relevancia en Cantabria, para debatir sobre un tema de actualidad, invitando en ocasiones a políticos que tengan que ver con el tema.

- Bahía Noche: el programa estrella de la cadena, emitido de martes a viernes en horario de 22:00 a 23:30 h, en el que la gente llama para exponer sus quejas sobre la vida cotidiana en la región.

- Cantabria Turística: cada semana propone una visita a un determinado enclave de interés dentro de Cantabria, ya sea un edificio singular, una ruta interesante, o una festividad conocida.

- Aire Libre: cada semana se encargaba de descubrir a los telespectadores una nueva actividad practicable en Cantabria: surf, puenting, descenso de cañones... en invierno se completa con el programa Mundo blanco, que ofrece información sobre el estado de las pistas de la estación de esquí cantabra "Alto Campoo", e invita a personajes conocidos del mundo del esquí y del snowboard.

## Servicios informativos
Es de destacar el esfuerzo de la cadena en los servicios informativos, de modo que diariamente se podía ver la actualidad de Cantabria tanto por la tarde, a las 14:30 h y una redifusión a las 18:30 h y un informativo más extendido a las 20:30 h, con emisiones en diferido a las 23:30 y 08:30 h.
Además, se realizaban muy a menudo especiales informativos con el fin de cubrir determinados eventos, como por ejemplo el Festival Internacional de Santander.